# Processus de régénération
Pour les articles homonymes, voir Régénération (homonymie).
Le « Processus de régénération » (en bulgare : Възродителен процес, translittération scientifique internationale Vǎzroditelen proces) a désigné dans la terminologie de la propagande et dans la langue populaire le virage nationaliste pris par le pouvoir communiste de Bulgarie dans les années 1970-1980 et visant à bulgariser par la force la population musulmane du pays, perçue par le pouvoir comme un risque de dissidence en raison de ses liens historiques et culturels avec la Turquie voisine, « pays capitaliste et impérialiste » selon la terminologie officielle. Cette politique a ciblé principalement les Bulgaro-Turcs, mais aussi les Pomaks, les Roms et les Tatars.
Elle a été présentée par la propagande comme une « régénération » ou « renaissance nationale » : le terme възраждане/văzraždane, dont est issu l’adjectif възродителен/văzroditelen, peut être traduit aussi bien par « renaissance » que par « régénération » et désigne la plupart du temps, dans l’historiographie bulgare, le « Réveil national » de la fin du XVIIIe siècle et du début du XIXe siècle, qui conduisit de la lutte contre la domination ottomane à la libération du pays en plusieurs étapes entre 1878 et 1908.
Le « Processus de régénération » commence au début des années 1970. Des nouvelles mesures coercitives sont décrétées, telles que le changement des noms musulmans (selon le modèle soviétique avec l’ajout des suffixes ev ou ov aux patronymes comme dans les cas d’Aliïev pour Ali, de Nazarbaïev pour Nazarbay ou de Niazov pour Niyaz) mais le gouvernement communiste bulgare va plus loin car il impose aussi le changement des prénoms (avec l’adoption de prénoms slaves comme Gavril pour Cebrail, Svet pour Enver ou Nora pour Nur), restreint la pratique des coutumes, traditions, pratiques et rituels musulmans, et interdit l’utilisation publique d’autres langues que le bulgare (notamment le turc),.

## Causes
À partir des années 1970, le Parti communiste bulgare (BKP) mena une politique d’assimilation des minorités, pour des raisons économiques, politiques et sociales. Les raisons économiques étaient liées à l’échec de la collectivisation de l’agriculture et de l’industrialisation de l’économie qui, comme ailleurs dans le bloc de l'Est, ne permettaient pas l’autosuffisance du pays et encourageaient donc une économie informelle dans laquelle les musulmans, par leurs liens avec la Turquie, tenaient une part essentielle : dans tout le pays et jusqu'en Roumanie voisine, des marchés à la sauvette de produits turcs de consommation courante se tenaient hors du contrôle de l’État et certains produits comme les cartouches de cigarettes ou de savonnettes devenaient des monnaies d’échange informelles. Les causes politiques étaient principalement liées à l’attractivité de la Turquie voisine et donc au souci de limiter la fuite des citoyens bulgares de l’autre côté du rideau de fer alors que les  prévisions démographiques qui annonçaient une croissance nulle voire négative de la population globale du pays, ce qui discréditait à l’international le mythe d’un « paradis des travailleurs ». Les causes sociales enfin étaient liées à l’autonomie communautaire et à l’entraide interne qui caractérisait ces minorités, qui parvenaient ainsi à une qualité de vie et à une croissance démographique supérieures à celles de la majorité slave, laissant craindre une augmentation du pourcentage relatif de la population musulmane.

## Caractéristiques des mesures prises
A posteriori le « processus » apparaît une privation par l’État communiste de droits de l'homme aussi fondamentaux que le droit à l'autodétermination ou la liberté de religion, mais la majorité slave et les minorités non-musulmanes étaient elles aussi soumises aux mêmes violations. La notion de « processus de régénération » a été imposée par les instances dirigeantes du parti, plus précisément par un groupe centré autour de Lioudmila Jivkova, fille du dirigeant Todor Jivkov. L’expression « processus de régénération » a été employée officiellement pour la première fois lors d’une réunion du bureau politique du BKP le 18 janvier 1985 pour désigner l’ensemble de cette politique qui s’est accompagnée d’une réécriture protochroniste de l’histoire bulgare dans laquelle la diversité des apports (Pélasges, Thraces, Grecs, Celtes, Romans, Slaves, Proto-Bulgares, Byzantins, Ottomans et, sur le plan religieux, Chrétiens, Tengristes et Musulmans) était gommée ou minimisée, et remplacée par une origine aryenne thrace remontant à la Protohistoire et à un peuple mythique Bulkh venu du Pamir qui, à l’exclusion de toute autre influence, seraient les ancêtres directs des Bulgares modernes. Selon cette réécriture, devenue la doctrine historique officielle, tous les Turcs de Bulgarie étaient en fait des Bulgares de souche islamisés de force à l’époque de l’Empire ottoman, et qu’il fallait « désislamiser ».
Les mesures concrètes décidées pour appliquer cette politique furent décidées lors d’une session du bureau politique du BKP le 19 juin 1984. Elles étaient censées aller dans le sens d’« une unification et intégration plus avancées des Turcs bulgares à la cause du socialisme et à la politique du BKP ». Elles prévoyaient, outre le changement forcé des noms musulmans et l’interdiction de parler le turc en public, la restriction de la pratique de l’islam et de la fréquentation des mosquées : de nombreux lieux de cultes furent fermés (beaucoup avaient déjà été fermés et transformés en entrepôts, clubs ou cinémas au début de la période communiste, ainsi que des églises et des synagogues). Les rituels funéraires musulmans furent remplacés par des pratiques plus « socialistes » comme l’incinération. Il fut également interdit de circoncire les garçons, de pratiquer l’abattage rituel des ovins et de porter les vêtements traditionnels des communautés musulmanes, en particulier les şalvarlar (pantalons bouffants) et les fichus sur la tête.

## Déroulement
Les mesures assimilationnistes de l’État bulgare envers les roms (de langues et religions diverses), les valaques (orthodoxes romanophones) et les pomaques (musulmans bulgarophones) n’ont pas attendu le régime communiste : elles ont débuté en 1912, après le rattachement à la Bulgarie de l’actuel oblast de Blagoevgrad (Macédoine du Pirin). Une campagne de changement des noms de la communauté pomaque eut lieu dans les années 1970-1974. En revanche, le changement forcé des noms de la communauté turque, qui utilisait toujours des prénoms et patronymes musulmans, a été réalisé à travers une campagne de grande ampleur, précédée par une préparation à laquelle fut accordée une attention toute particulière, qui commença à la fin de l’année 1984 et s’acheva au début de 1985.
La campagne de changement de noms suscita dès son lancement la résistance de la population turque, qui, par endroits et par moments, se transforma en manifestations ouvertes et en émeutes. Le 24 décembre, le village de Mlečino dans l’oblast de Kardjali (obchtina d’Ardino), dont les habitants souhaitaient marcher vers la ville la plus proche pour exiger leur papiers d’identité d’origine et donc la restitution de leurs noms musulmans, fut assiégé par les forces de sécurité. Les premiers coups de feu furent tirés. Ce scénario se répéta en de nombreux endroits à forte proportion de population turque. Les 25 et 26 décembre 1984, des manifestations eurent lieu dans les villages de Benkovski, Kaïaloba, Gorski izvor, Moguilène, Preseka et Dobromirtsi, dont la répression par les forces de l’ordre fit de nombreuses victimes. Il y eut également des protestations dans de nombreuses autres localités des Rhodopes orientales : leur répression conduisit à la formation d’un état-major de crise ad hoc. Les 17, 18 et 19 janvier 1985, une émeute éclata à Yablanovo, dans l’oblast de Sliven, (obchtina de Kotel, à l’est du Balkan), qui fut sévèrement réprimée par l’armée : les habitants résistèrent pendant trois jours aux chars, avant d’être arrêtés, brutalisés et torturés. Plus de 30 d’entre eux furent tués.
Le rapport d’Amnesty International de 1987 indique qu’en 1986, l’organisation détenait un fichier de noms indiquant 100 morts et 250 personnes arrêtées parmi la population d’origine turque. Ces faits furent comme toujours niés par le pouvoir communiste. De nombreux manifestants, arrêtés, parfois torturés, mais non jugés, furent finalement détenus au camp de concentration de Béléné.
La deuxième vague de résistance caractérisée eut lieu dans les années 1988-1989. Dans la deuxième moitié de l’année 1988, les Turcs et Pomaques en résistance contre le « Processus de régénération » s’unirent pour créer l’Union indépendante pour la défense des droits de l’Homme. Le 13 novembre 1988 fut créée la Ligue démocratique pour la défense des droits de l’Homme en Bulgarie, présidée par Mustafa Yumer, et dont les secrétaires étaient Sabri Iskender et Ali Ormanlı. En avril 1989 fut créée dans la ville de Djebel l’Union pour l’entraide – Vienne 89. Les revendications de ces organisations et de leurs membres en termes de droits des minorités en Bulgarie connurent un certain retentissement, surtout par des déclarations diffusées par des radios occidentales comme Radio Free Europe et la BBC.
Ces associations sont à l’origine des « événements de mai » en 1989, qui prirent la forme de grèves de la faim, de marches, de manifestations et de meetings, et qui constituèrent le point culminant de la lutte de la population turque de Bulgarie pour la démocratisation et les droits de l’Homme. Le 29 mai 1989, Todor Jivkov fit une déclaration à la télévision d’État dans laquelle il dénonça l’« ingérence de puissances étrangères en Bulgarie » (ce qui visait essentiellement la Turquie) et réaffirma la doctrine officielle selon laquelle il n’y avait pas de Turcs en Bulgarie, mais seulement des Bulgares islamisés. Il alla même jusqu’à défier la Turquie d’ouvrir sa frontière afin de vérifier que très peu d’habitants de son pays étaient à ce point en rupture avec la mère-patrie qu’ils souhaitaient émigrer. Auparavant, les conditions d’obtention des passeports avaient été libéralisées. Pour minimiser la possibilité de défections vers l'Occident, les pays communistes émettaient rarement des passeports, les retiraient au retour du détenteur du passeport et n'autorisaient jamais des familles entières à les posséder en même temps:47. Les actions de protestation entreprises ensuite furent suivies par une vague d'émigration vers la Turquie d’une partie significative de la population d’origine turque (juin à août 1989), connue sous le nom de « Grande excursion » (cf. infra).

## Conséquences

### Changement de noms
Le résultat du « processus » fut le changement forcé des noms de 850 000 Bulgaro-Turcs et l’aggravation des tensions. La campagne de changement de nom a été imposée par les forces armées bulgares. Entre 800 et 2500 personnes ont été tuées, en l'espace de trois mois. Au camp de concentration de Béléné, les certificats de décès étaient régulièrement falsifiés pour indiquer que les détenus étaient morts de maladie plutôt que de mauvais traitements et de punitions extrajudiciaires. A titre de comparaison, 122 ont été tués pendant l'état de siège en Pologne de 1981 à 1983 et 3500 ont été tués au cours des décennies de conflit nord-irlandais:34–35.

### La «Grande excursion»
Le « Processus de régénération » provoqua également ce que les Bulgares appellent la « Grande excursion » de 1989 (en bulgare Голяма екскурзия / Goljama ekskurzija) : un des plus importants mouvements de population en Europe depuis 1945 : environ 360 000 personnes quittèrent leur région d’origine pour émigrer en Turquie. Cependant, les autorités turques mirent fin le 22 août 1989 à ce qui était pour elles un mouvement d’immigration, en instaurant un régime restrictif de visas.
En 1989, Todor Jivkov entreprend le plus grand programme de nettoyage ethnique de la guerre froide en Europe, depuis l'après-guerre et l'expulsion des Allemands d'Europe de l'Est. Dans une tentative de renforcer sa légitimité alors que le communisme s'effondre dans tout le bloc de l'Est, le régime de Jivkov a recours au nationalisme bulgare. Il décide d'expulser tous les Turcs de Bulgarie jugés « non bulgarisables »:1–3. Entre le 30 mai et le 22 août 1989, entre 310 000 et 322 000 Turcs bulgares sont expulsés vers la Turquie. Avec d'autres expulsés plus tôt et des membres de la famille qui ont émigré pour rejoindre les expulsés ou qui ont émigré après l'effondrement de l'État communiste le 10 novembre 1989, environ 360 000, voire 400 000, Bulgares turcs quittent la Bulgarie pour la Turquie:1–3. Le gouvernement bulgare avait émis 0,52 million de nouveaux passeports aux Turcs et aux musulmans à la fin du mois d'août 1989:1. L'expulsion des Turcs a été menée à travers le rideau de fer. Pour que les expulsions aient lieu, il doit y avoir eu des négociations entre le gouvernement bulgare et le gouvernement turc. Les États-Unis et l'Union soviétique ont probablement été consultés, mais les négociations n'ont jamais été rapportées dans la presse internationale contemporaine:47.
Le 29 décembre 1989, le PCB abandonne sa politique d'assimilation forcée envers les Turcs ethniques, craignant que les 400 000 restants n'émigrent également et n'accélèrent l'effondrement de l'économie. Cette campagne de nettoyage ethnique est sans précédent dans la mesure où les politiques ont finalement été inversées : à la fin de 1990, environ 40 % des expulsés sont retournés en Bulgarie. Bien qu'environ 77 000 rapatriés aient été rendus sans abri par la confiscation de leurs biens, une loi adoptée en juillet 1992 restitue les biens saisis. Contrairement aux campagnes de nettoyage ethnique ultérieures des guerres yougoslaves, la campagne de nettoyage ethnique bulgare n'a pas été causée par une guerre ou un effondrement de l'État et n'a entraîné aucun conflit:1–3.
Cette émigration massive, expressément autorisée par le régime qui pensait ainsi de débarrasser d’opposants, provoqua la réaction d’autres dissidents et militants des droits de l’Homme, essentiellement de membres de l’ Union indépendante pour la défense des droits de l’Homme et du Club pour le soutien à la glasnost et à la perestroïka.
D’une façon générale, la deuxième vague de résistance des Bulgaro-Turcs contre la politique d’assimilation forcée joua un rôle significatif dans la formation d’une opposition citoyenne au régime communiste dans les années qui suivirent.
La « Grande excursion » provoqua la désertification de nombreuses régions rurales, surtout dans les Rhodopes orientales. Elle déséquilibra des pans entiers de l’agriculture bulgare.

### Attentats de 1984-85
Plusieurs attentats attribués à des Bulgaro-Turcs furent perpétrés sur le sol bulgare en 1984-85. Les premiers eurent lieu avant le début officiel du « processus », le 30 août 1984 : une bombe explosa à la gare de Plovdiv, une autre à l’aéroport de Varna. Ce jour-là, Todor Živkov, aurait dû rendre visite aux deux villes, mais son déplacement avait été annulé. Une femme fut tuée, 41 personnes furent blessées.
Officiellement, la Bulgarie a enregistré 600 actes terroristes au cours des années 1980. Au cours du processus d'assimilation forcée, un seul incident terroriste mortel s'est produit. Il reste possible que certains ou la plupart des autres aient été mis en scène par la police secrète:36, 39.
Le 9 mars 1985, une bombe placé dans une voiture réservée aux mères accompagnées d’enfants explosa dans le train Sofia-Bourgas, alors que le train stationnait en gare de Bunovo, tuant sept personnes (dont deux enfants) et en blessant neuf. Trois hommes d’origine turque de la région de Bourgas furent arrêtés. Une organisation illégale, le Mouvement de Libération Nationale des Turcs de Bulgarie (en bulgare Турско национално-освободително движение в България / Tursko nacionalno-osvoboditelno dviženie v Bălgarija), fut accusée par le pouvoir d’être responsable de ces attentats. Certains journalistes estiment que les auteurs de l’attentat étaient en fait des agents de la Sécurité d’État, et qu'il s'agissait donc d'une provocation du régime visant à justifier sa politique répressive. Le rôle du futur fondateur du Mouvement des droits et des libertés (DPS), Ahmed Dogan, dans cette vague d’attentats, est contesté.
Le « processus de régénération » eut aussi pour résultat de ressouder la communauté turque et musulmane de Bulgarie autour de son identité et de sa religion. La création du Mouvement des droits et des libertés (DPS) en 1990 peut être considérée comme un résultat de ce processus.

## Suites judiciaires
En 1991, après la chute des régimes communistes en Europe, des procédures pénales en relation avec le « Processus de régénération » sont engagées contre certains dirigeants communistes : Todor Jivkov, Dimităr Stoïanov (ministre de l'intérieur, 1973-1988), Petăr Mladenov, Guéorgui Atanassov et Pentcho Koubadinski (membre du bureau politique du parti). L’accusation s’appuyait sur l’article 162, alinéa 1 du Code pénal concernant l’incitation à la haine raciale et religieuse, et sa diffusion. Mais comme le protochronisme historique officiel n’a pas été rejeté en même temps que le communisme et a même été en partie intégré dans l’identité nationale de la Bulgarie post-communiste, la qualification juridique finalement retenue par les juges est l’abus de pouvoir (en 1993).
Pendant les années qui suivirent, le procès a été divisé en cinq procédures différentes. En février 1995, le collège militaire de la Cour suprême de Bulgarie, lors d’un réexamen de l’affaire, a ordonné que soient entendues toutes les personnes ayant un lien avec les répressions de la période 1984-1989, ce qui a considérablement ralenti et compliqué le déroulement du procès. Cependant, en 1997, l’arrêt a été rendu mais quelques mois après, la Cour suprême de cassation renvoyait l’affaire pour réexamen, en arguant du fait que le droit n’avait pas été respecté par la Cour suprême.
Entretemps, les procédures contre Todor Jivkov et Dimităr Stojanov furent abandonnées pour cause de décès, respectivement le 5 août 1998 et le 7 décembre 1999.
En 1998, l’affaire a été renvoyée devant une juridiction militaire de la circonscription militaire de Sofia, en raison d’une modification du code de procédure pénale. Au début de l’année 2007, le parquet a déclaré que le procès pouvait être interrompu pour cause d’expiration du délai de prescription.
À la suite d’une nouvelle réforme du code de procédure pénale en 2009 et de démarches entreprises par des associations des droits de l’homme, le parquet a annoncé la reprise de la procédure. Certains observateurs judiciaires doutent cependant que cette nouvelle tentative ait des chances d’aboutir.

## Reconnaissance officielle comme «nettoyage ethnique»
Le comité parlementaire bulgare des droits de l’Homme et de la liberté religieuse a adopté en février 2010 une déclaration condamnant la tentative du régime communiste d’assimiler par la force la population turque du pays. Le Comité a qualifié l’expulsion forcée de 360 000 Bulgaro-Turcs en 1989 de « nettoyage ethnique ». Il a en outre incité le pouvoir judiciaire bulgare et le procureur général à rouvrir la procédure à l’encontre des responsables.
Le 12 janvier 2012, l’Assemblée nationale bulgare a adopté à l’unanimité, sur proposition du député Ivan Kostov, président de la « Coalition bleue », une déclaration contre la politique d'assimilation de l’ancien régime totalitaire envers la minorité musulmane. L’État bulgare actuel reconnaissait ainsi, plus de 20 ans après les faits, les crimes commis par l’État communiste contre musulmans bulgares.